# Kleine Olfe
Die Kleine Olfe (Gewässerkennzahl [GWK]: 32152) ist ein orografisch rechter Zufluss zur Werse in Nordrhein-Westfalen. Der 3,3 km lange Bach entspringt  am nördlichen Rand der Stadt Ahlen und mündet nach einem westlichen Lauf nordwestlich von Ahlen in die Werse. 